# Jim Carrey
James Eugene "Jim" Carrey (/ˈkæri/; Newmarket, 17 de janeiro de 1962) é um ator, comediante, dublador, roteirista, produtor e pintor canadense. É conhecido por suas performances enérgicas e humor gestual, caracterizado por suas muitas caretas, que se tornaram sua marca registrada. Por seu trabalho, ele ganhou dois Globos de Ouro e indicações ao BAFTA e ao SAG Awards.
Carrey iniciou sua carreira na década de 1980, apresentando-se em shows de stand-up comedy e fazendo pequenos papéis no cinema. Ele ganhou destaque ao integrar o elenco do humorístico In Living Color (1990–1994); no entanto, foi a partir de 1994 que a imagem de Carrey se popularizou mundialmente, após ele estrelar três comédias – Ace Ventura, The Mask e Dumb and Dumber – que fizeram enorme sucesso entre o público e o definiram como astro de cinema em Hollywood e como um dos maiores comediante da década de 1990. Curiosamente, esses filmes deram origem a séries animadas: The Mask: The Animated Series, Dumb and Dumber e Ace Ventura: Pet Detective.
A partir daí, ele estrelou diversos filmes populares como Liar Liar (1997), Me, Myself & Irene (2000), Bruce Almighty (2003), Lemony Snicket's A Series of Unfortunate Events (2004), Fun with Dick and Jane (2005) e Yes Man (2008). No entanto, também teve alguns fracassos comerciais, como Ace Ventura: When Nature Calls (1995) e The Cable Guy (1996). Carrey foi elogiado por sua atuações como o Charada em Batman Forever (1995), o Grinch em How the Grinch Stole Christmas (2000) e como o vilão Dr. Robotnik em Sonic the Hedgehog (2020) e suas sequências. Além disso, ele fez trabalhos de voz em Horton Hears a Who! (2008) e A Christmas Carol  (2009).
Embora seja amplamente classificado como um 'ator cômico', Carrey também surpreendeu a crítica com interpretações dramáticas em filmes como The Truman Show (1998), Man on the Moon (1999), The Majestic (2001) e Eternal Sunshine of the Spotless Mind (2004). Carrey também estrelou a série Kidding (2018–2020), pela qual recebeu sua sétima indicação ao Globo de Ouro.

## Biografia

### Antes da fama
Nascido em uma pequena localidade nas cercanias de Toronto (Ontário), seus pais eram Percy Carrey, um músico de jazz, e Kathleen Carrey (sobrenome de solteira Oram). Ele tem três irmãos mais velhos: John, Patricia, e Rita. Ele foi criado como católico romano. Sua mãe era de ascendência francesa, irlandesa e escocesa e seu pai era de ascendência franco-canadense (sobrenome original da família era Carré).
Jim interessou-se pela comédia desde pequeno, chegando a enviar a sua résumé para o The Carol Burnett Show quando tinha apenas dez anos. Sua habilidade no ramo levou professores do seu liceu a lhe concederem alguns minutos antes do fim do dia de aulas para Carrey fazer rápidas encenações cômicas (stand-up comedy) para os seus colegas de turma. Os pais de Carrey viveram tempos difíceis e foram forçados a mudar-se para os subúrbios de Scarborough, em Toronto, onde tiveram de trabalhar como seguranças e empregados de limpezas na fábrica Titan Wheels. Carrey começou por trabalhar oito horas em turnos todos os dias depois da escola que frequentava, o Agincourt Collegiate Institute, o liceu mais antigo de Scarborough. Depois disso, seus amigos começaram a encorajá-lo a fazer stand-up comedy publicamente. Após perceber que tinha talento, começou a se apresentar em programas de TV e shows de comédia.

## Carreira

### Comédia
Em 1979, sob a gestão de Leatrice Spevack, Carrey começou a fazer stand-up comedy no Yuk Yuk's, um clube de comédia de Toronto. No início de 1980, Carrey se mudou para Los Angeles e começou a trabalhar na The Comedy Store, onde foi notado pelo comediante Rodney Dangerfield, que contratou o jovem comediante para abrir os shows de sua turnê.
Carrey, em seguida, voltou sua atenção para as indústrias de cinema e televisão, fazendo testes para ser membro do elenco do Saturday Night Live na temporada de 1980/1981. Carrey não foi selecionado para a posição (embora tenha o apresentado em maio de 1996, e novamente em janeiro de 2011). Joel Schumacher tinha-lhe um teste para um papel no D.C. Cab, embora no final, nada nunca aconteceu.

### Cinema

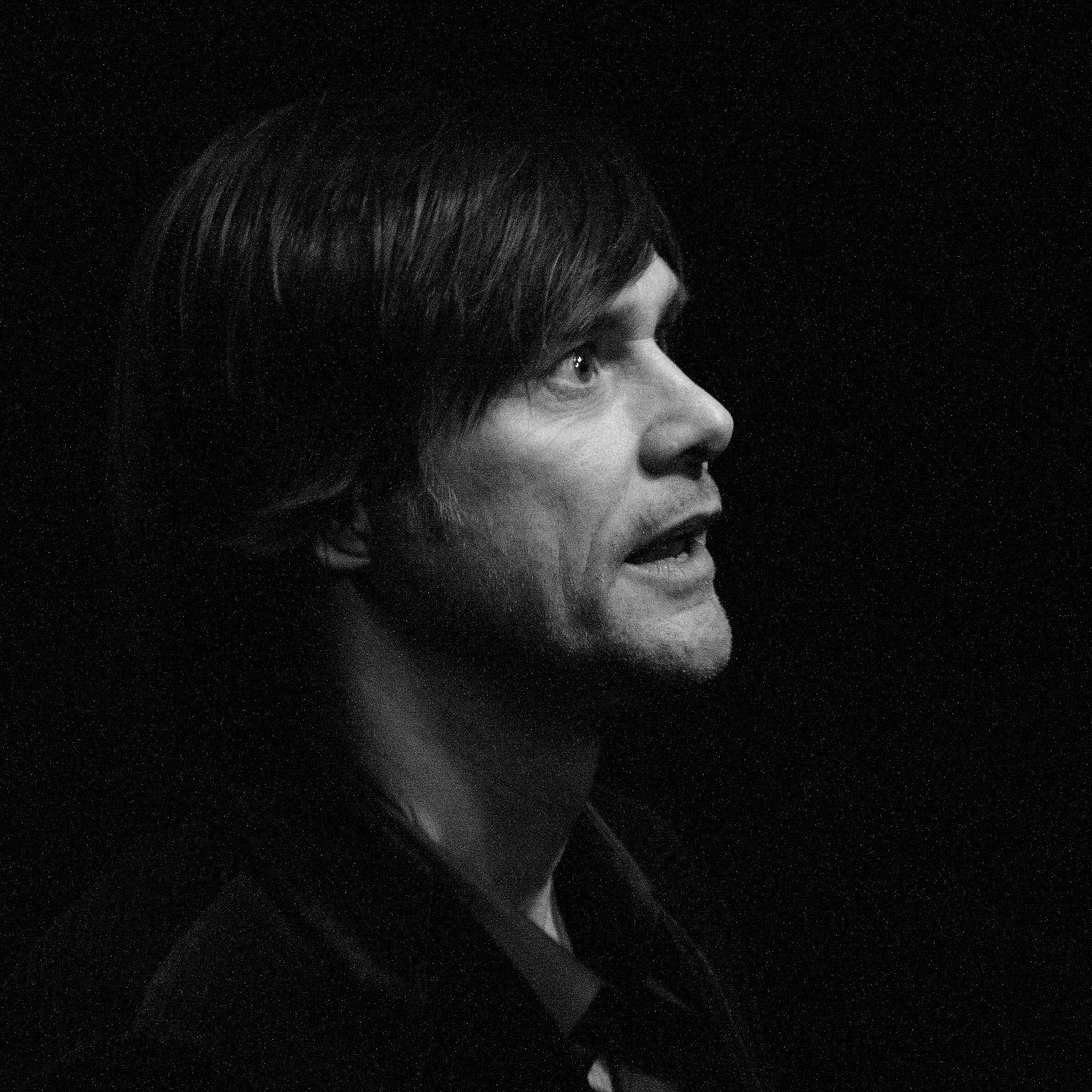
Jim Carrey em Paris, na estreia de O Golpista do Ano.

Jim Carrey estreou no filme Rubberface, em 1981. Quatro anos depois, foi-lhe concebido um papel principal na comédia negra Once Bitten (no Brasil, Procura-se Rapaz Virgem) interpretando Mark Kendall, um adolescente virgem que é perseguido por uma vampira de 400 anos protagonizada por Lauren Hutton. Carrey só conseguiria algum reconhecimento no seriado  In Living Color, um programa cômico da televisão americana que foi transmitido entre 1990 e 1994. No mesmo ano em que a série acabou, Carrey estrelou três comédias que fizeram sucesso na bilheteria: Ace Ventura: Pet Detective (Ace Ventura, Detetive Animal/Ace Ventura: Um Detetive Diferente),  The Mask (O Máskara/A Máscara) e Dumb & Dumber (Doidos à Solta/Débi e Loide).
Em 1995, Carrey apareceu no filme Batman Forever (Batman Para Sempre/Batman Eternamente) como o vilão Charada,  e  voltou a encarnar Ace Ventura em Ace Ventura: When Nature Calls (Ace Ventura em África/Ace Ventura: Um maluco na África). Ambos os filmes foram um sucesso de bilheteria e renderam a Carrey cachês multimilionários.

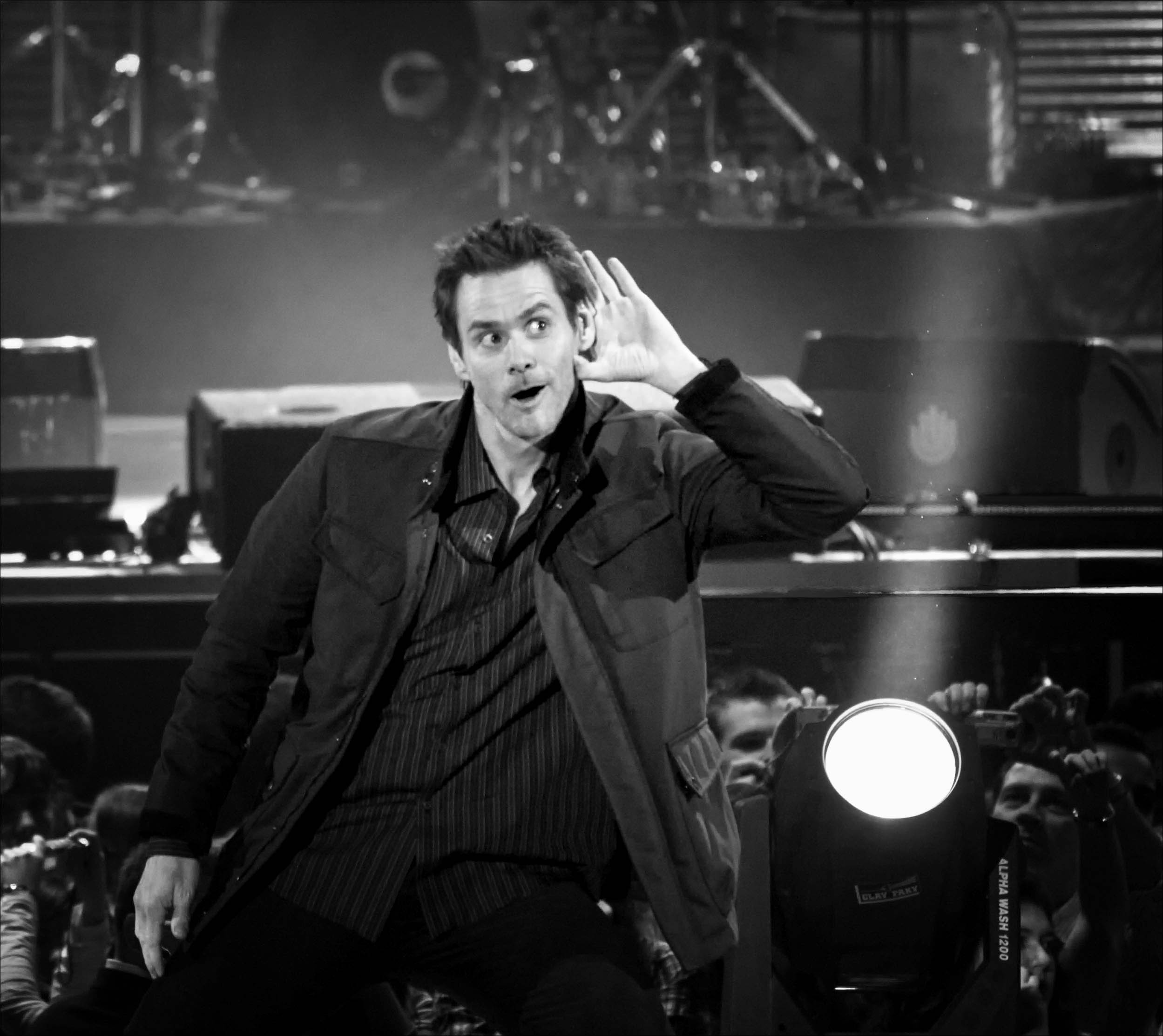
Jim Carrey no Premios 40 Principales no Palácio de los Deportes de Madri, em 2008.

Mais tarde, Jim Carrey conquistou os tablóides ao ser divulgado que ele tinha sido pago em 20 milhões de dólares para o seu próximo filme, The Cable Guy, (O Melga/O Pentelho), uma comédia de humor negro realizada por Ben Stiller. A atenção dirigida ao seu salário, as más críticas dirigidas ao filme e a má disposição da sua personagem em contraste com as suas outras interpretações, contribuíram para o fracasso de bilheteria. Carrey rapidamente recuperou-se com o sucesso de Liar Liar (br: O Mentiroso), um regresso ao seu estilo de comédia original.
Alternando seus sucessos regulares na comédia, Carrey teve a oportunidade de mudar a rotina para ser a estrela principal em The Truman Show (no Brasil, O Show de Truman - o Show da Vida; em Portugal, A Vida em Directo) em 1998, uma mudança que conduziu Jim a rumores sobre uma possível nomeação para um Oscar da Academia, o que não aconteceu.
No ano seguinte recebeu o papel do comediante Andy Kaufman em Man on the Moon (br: O Mundo de Andy), personagem que lhe provocou grande desgaste físico e psíquico. Vários atores, incluindo Edward Norton entre outros, estavam interessados no papel, mas a popularidade de Jim Carrey, incluindo uma demonstração com os bongôs, que Kaufman usara nas suas próprias atuações, ajudou Jim a ser o escolhido. Apesar das boas críticas, Carrey não foi nomeado para um Oscar.

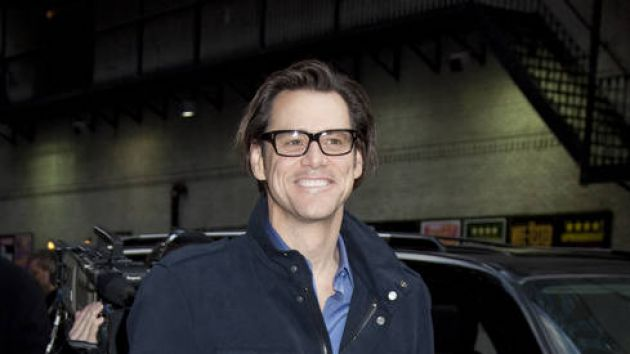
Jim Carrey no estúdio do programa Late Show with David Letterman, em 2010.

No ano de 2000, Carrey lançou dois filmes: Me, Myself & Irene (br: Eu, Eu mesmo e Irene), uma reunião com os diretores de Dumb & Dumber em que Carrey era um policial com dupla personalidade e não fez o mesmo sucesso do predecessor; e The Grinch, adaptação do livro infantil de Dr. Seuss que foi a maior bilheteria do ano nos Estados Unidos. Em 2003, Carrey juntou-se de novo a Tom Shadyac para a comédia que foi um sucesso financeiro, Bruce Almighty (O Todo-Poderoso/Todo Poderoso). Arrecadando mais de 242 milhões de dólares nos Estados Unidos e mais de 458 milhões em todo o mundo, este filme tornou-se uma das comédias mais bem-sucedidas da história. Em seguida fez o vilão Conde Olaf em  Lemony Snicket's A Series of Unfortunate Events (2004) e estrelou o remake  Fun with Dick and Jane (2005).
Carrey continuou a aparecer em comédias de grande sucesso sem deixar de atuar também em papéis mais dramáticos. Em 2001, estrelou Cine Majestic, e em 2004, recebeu elogios por Eternal Sunshine of the Spotless Mind (Brilho Eterno De Uma Mente Sem Lembranças),  que ganhou o Oscar de melhor roteiro original e Kate Winslet. Porém o suspense The Number 23, de 2007, não fez sucesso.
Em 2008, Carrey estrelou Yes Man e também fez seu primeiro papel como dublador em Horton Hears a Who!. No ano seguinte, fez vários papéis no filme de captura de movimento A Christmas Carol, e estrelou I Love You Phillip Morris, que por seu tópico controverso envolvendo um golpista que se apaixona por um companheiro de prisão, teve lançamento limitado nos cinemas.
Na década de 2010, Carrey trabalharia apenas esporadicamente. Após estrelar a comédia familiar Mr. Popper's Penguins (2011), em 2013 teve papéis secundários nos filmes The Incredible Burt Wonderstone, Kick-Ass 2, e Anchorman 2: The Legend Continues, e em 2014 fez sua primeira sequência em quase vinte anos com Dumb and Dumber To.
Posteriormente a estes lançamentos, Carrey participou de documentários, como Jim & Andy, onde conta como foi a experiência de atuar no filme, a produção e divulgação ficou por conta da plataforma de streaming Netflix. Carrey também participou como um personagem ermitão no filme "Amores Canibais", também distribuído na plataforma. Em meados de 2015  o ator filmou um longa de ação e suspense chamado "Dark Crimes", onde participou como personagem principal, fazendo papel de um policial investigativo.[carece de fontes?] Mesmo com cenas fortes e profundas, o filme não emplacou nas criticas e foi lançado diretamente para a TV, através da Direct TV, em alguns lugares dos EUA. Em 2020, em breve Carrey será Doutor Eggman nos cinemas, o principal vilão do filme Sonic the Hedgehog; apesar das criticas acerca da adaptação dos games, o público aguarda com curiosidade o resultado final do longa Blockbuster, que foi gravado em live-action.
Em 2016 e em 2018 Jim Carrey assumiu a produção da série I’m Dying Up Here, produzida pelo canal de TV norte-americano "Show Time"  a mesma teve sua segunda temporada como última. Logo depois do projeto, junto do mesmo canal de TV, Carrey assina parceria para estrelar e co-produzir a série "Kidding", onde estrela um ventríloquo animador de programa infantil. O personagem lhe rendeu uma indicação ao Globo de Ouro de melhor ator de comédia em série de TV e também rendeu uma indicação como melhor série de TV no Globo de Ouro e em outros prêmios, como o Speech from PSIFF Awards e também o renomado Charlie Chaplin Britannia Award. Apesar de ser especulado e cotado para também uma possível indicação ao Emmy de 2019, pelo papel em Kidding, o ator não levou a tão esperada indicação.

## Vida pessoal

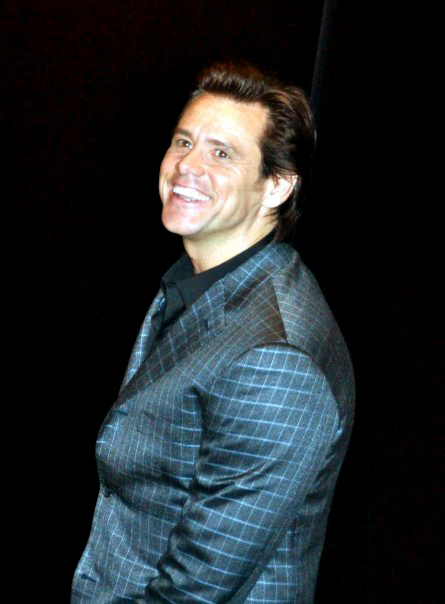
Jim Carrey na premiação de Cannes, em 2009.

Em 1983, Jim Carrey namorou a cantora Linda Ronstadt por oito meses. Carrey foi casado duas vezes: primeiro com Melissa Womer, relacionamento do qual nasceu a sua filha, Jane (6 de setembro de 1987). Depois casou-se com a atriz Lauren Holly (com quem contracenou em Débi e Lóide), um casamento que durou menos de um ano. Carrey já namorou as atrizes Laurie Holden e January Jones, além da modelo Anine Bing. Jim esteve envolvido com a atriz Renée Zellweger, a qual conheceu durante as filmagens de Eu, Eu mesmo e Irene, contudo a sua relação terminou em dezembro de 2000.  Jim é dono de um jato Gulfstream V da Gulfstream Aerospace e de um carro Saleen S7. Carrey revelou ainda ter sido vítima de um período de depressão na revista 60 Minutes em novembro de 2004. Carrey recebeu a cidadania americana em outubro de 2004. Namorou de 2005 a 2010 a atriz Jenny McCarthy. Jim Carrey tornou-se avô em 26 de fevereiro de 2010, quando sua filha Jane deu à luz um menino em Los Angeles. O bebê, de nome Jackson Riley Santana, nasceu às 0h28 locais (5h28 de Brasília) com 3,2 kg.
Em 28 de setembro de 2015, sua ex-namorada, Cathriona White, cometeu suicídio por overdose de medicamentos. O casal se conheceu em 2012. Carrey carregou o caixão durante o funeral no condado de Tipperary, na Irlanda.
| “ | Sou uma pessoa difícil de conviver. Pareço um animal enjaulado. À noite levanto-me e começo a andar pelo quarto. Não consigo descer das nuvens e desligar-me do que eu faço. Sou como um astronauta. Vivo na Lua o dia inteiro e, ao chegar em casa à noite, tenho que pôr o saco do lixo para fora. | ” |

Durante as gravações de Debi & Lóide 2, em 2013, Jim Carrey lançou seu livro Infantil "How Roland Rolls" e lançado pela sua produtora "Some Kind of Garden".
Em setembro de 2016, Jim Carrey foi acusado de negligência na morte da ex-namorada pelo marido da vítima. Na acusação, Mark diz que Jim Carrey "usou a imensa riqueza e fama" para obter uma receita para comprar drogas, usando o nome falso de Arthur King. A mãe de White, Brigid Sweetman, também processou Carrey, acusando-o de ter passado uma doença sexualmente transmissível para a filha. Porém o processo no qual acusa Carrey de ter facilitado a morte da sua ex-namorada foi arquivado no ano de 2015, por faltas de provas contra o ator. O astro hollywoodiano também comprovou em documentos, que sua ex já possuía as DSTs quando se conheceram, e que ela que falsificou as receitas médicas para ter acesso aos medicamentos para tratamento das mesmas, o que não contavam é que estes futuramente iriam leva-la a óbito por meio de um suicídio.
Fato que Jim Carrey sempre foi amante das artes. Após a morte de sua ex, Carrey se afundou em uma profunda depressão e como desde mais jovem tem como "hobby" as artes plásticas e a pintura, utilizou deste artifício para se libertar e sair da sua zona de conforto dentre as telonas e a câmera. Desde 2016 Jim Carrey vem expondo suas obras de arte (cartoons, pinturas, esculturas e escritos) em exposições pelo mundo. Recentemente, Jim tem dedicado boa parte do seu tempo nas redes sociais tecendo críticas ao governo Trump através de cartoons e tirinhas com humor ácido.
No ano de 2019, Jim Carrey assume namoro com a atriz e modelo Ginger Gonzaga, no qual contracena par romântico na primeira temporada da série Kidding. Tudo indica que ambos se conheceram nas filmagens e acarretaram em um relacionamento após a proximidade. O casal assumiu namoro no tapete vermelho da cerimônia do Globo de Ouro, ocorrido em 6 de Janeiro de 2019.
Em 2020 Jim Carrey rompe namoro com a atriz Ginger Gonzaga (com que contracenou em Kidding em 2018) no início do ano, continua investindo em charges e pinturas feitas no seu estúdio em Los Angeles, mas seu projeto de maior destaque no ano, além do lançamento de Sonic (líder de bilheteria durante sua permanência nos cinemas), foi lançar seu segundo livro, "Memoirs and Misinformation", lançado pela editora "A Movel" e coescrito pelo romancista "Dana Vachon". A obra conta a história biográfica da vida de Jim, junto de contos de humor elaborados pelo autor e pelo coescritor. Por conta da pandemia ocorrida durante o ano, o lançamento do livro foi feito online, em julho de 2020, sendo cancelado os eventos de divulgação da obra.

## Filmografia

### Cinema
| Título original                                 | Título no Brasil                          | Título em Portugal                      | Ano  | Papel                                             |
| ----------------------------------------------- | ----------------------------------------- | --------------------------------------- | ---- | ------------------------------------------------- |
| The Sex and Violence Family Hour                | A Hora da Família Sexo e Violência        | -                                       | 1980 | Vários                                            |
| Rubberface                                      | Um Debiloide sem Máscara                  | Uma Dupla de Insucesso                  | 1981 | Tony Maroni                                       |
| Copper Mountain                                 | Bob e Jack - Dois pés-frios numa gelada   | Loucuras na neve                        | 1982 | Bobby Todd                                        |
| All in Good Taste                               | -                                         | -                                       | 1983 | Ralph Parker                                      |
| Finders Keepers                                 | Achado Não É Roubado                      |                                         | 1984 | Lane Bidlekoff                                    |
| Once Bitten                                     | Procura-se Rapaz Virgem                   | A Primeira Dentada                      | 1985 | Mark Kendall                                      |
| Peggy Sue Got Married                           | Peggy Sue - Seu passado a espera          | Peggy Sue Casou-se                      | 1986 | Walter Getz                                       |
| The Dead Pool                                   | Dirty Harry na Lista Negra                | Na Lista do Assassino                   | 1988 | Johnny Squares                                    |
| Earth Girls Are Easy                            | Meu amante é de outro mundo               | Absolutamente Loucos                    | 1989 | Wiploc                                            |
| Pink Cadillac                                   | O Cadillac Cor-de-Rosa                    | Cadillac Cor-de-Rosa                    | 1989 | Comediante                                        |
| High Strung                                     | Minha vida é um inferno                   | -                                       | 1991 | Morte                                             |
| The Itsy Bitsy Spider                           | -                                         | -                                       | 1992 | Exterminador (voz)                                |
| Ace Ventura: Pet Detective                      | Ace Ventura - Um Detetive diferente       | Ace Ventura - Detetive Animal           | 1994 | Ace Ventura                                       |
| The Mask                                        | O Máskara                                 | A Máscara                               | 1994 | Stanley Ipkiss/Máskara                            |
| Dumb and Dumber                                 | Debi & Lóide - Dois Idiotas em Apuros     | Doidos à Solta                          | 1994 | Lloyd Christmas                                   |
| Batman Forever                                  | Batman Eternamente                        | Batman para Sempre                      | 1995 | Edward Nygma/Charada                              |
| Ace Ventura: When Nature Calls                  | Ace Ventura 2 - Um Maluco na África       | Ace Ventura em África                   | 1995 | Ace Ventura                                       |
| The Cable Guy                                   | O Pentelho                                | O Melga                                 | 1996 | Ernie 'Chip' Douglas                              |
| Liar Liar                                       | O Mentiroso                               | O Mentiroso Compulsivo                  | 1997 | Fletcher Reede                                    |
| Simon Birch                                     | Pequeno Milagre                           | O Inesquecível Simon Birch              | 1998 | Joe Wenteworth adulto                             |
| The Truman Show                                 | O Show de Truman - O Show da Vida         | The Truman Show - A Vida Em Directo     | 1998 | Truman Burbank                                    |
| Man on the Moon                                 | O Mundo de Andy                           | O Homem na Lua                          | 1999 | Andy Kaufman/Tony Clifton                         |
| Dr. Seuss' How the Grinch Stole Christmas       | O Grinch                                  | Grinch                                  | 2000 | O Grinch                                          |
| Me, Myself and Irene                            | Eu, Eu Mesmo e Irene                      | Ela, Eu E o Outro                       | 2000 | Charlie Baileygates/Hank Evans                    |
| The Majestic                                    | Cine Majestic                             | The Majestic                            | 2001 | Peter Appleton                                    |
| Bruce Almighty                                  | Todo Poderoso                             | Bruce - O Todo Poderoso                 | 2003 | Bruce Nolan                                       |
| Lemony Snicket's A Series of Unfortunate Events | Desventuras em Série                      | Lemony Snicket - Uma Série de Desgraças | 2004 | Conde Olaf                                        |
| Eternal Sunshine of the Spotless Mind           | Brilho Eterno de uma Mente sem Lembranças | O Despertar da Mente                    | 2004 | Joel Barrish                                      |
| Fun with Dick and Jane                          | As Loucuras de Dick & Jane                | Dick e Jane - Ladrões Sem Jeito         | 2005 | Richard 'Dick' Harper                             |
| The Number 23                                   | Número 23                                 | Número 23                               | 2007 | Walter Sparrow/Det. Fingerling                    |
| Yes Man                                         | Sim Senhor!                               | O Homem Sim                             | 2008 | Carl Allen                                        |
| Horton Hears a Who!                             | Horton e o Mundo dos Quem                 | Horton e o Mundo dos Quem!              | 2008 | Horton (voz)                                      |
| A Christmas Carol                               | Os Fantasmas de Scrooge                   | Um Conto de Natal                       | 2009 | Ebenezer Scrooge (voz)                            |
| I Love You Phillip Morris                       | O Golpista do Ano                         | Eu Amo-te, Phillip Morris               | 2009 | Steven Jay Russell                                |
| Mr. Popper's Penguins                           | Os Pinguins do Papai                      | Os Pinguins do Sr. Popper               | 2011 | Tom Popper                                        |
| The Incredible Burt Wonderstone                 | O Incrível Burt Wonderstone               | Burt Wonderstone                        | 2013 | Steve Haines                                      |
| Kick-Ass 2                                      | Kick-Ass 2                                | Kick-Ass 2                              | 2013 | Coronel Estrelas                                  |
| Anchorman 2: The Legend Continues               | Tudo Por um Furo                          | Que Se Lixem As Notícias                | 2013 | Âncora canadense                                  |
| Dumb and Dumber To                              | Debi & Loide 2                            | Doidos à Solta 2                        | 2014 | Lloyd Christmas                                   |
| The Bad Batch                                   | Amores Canibais                           | -                                       | 2016 | Eremita                                           |
| Dark Crimes                                     | Crimes Obscuros                           | Crimes Sombrios                         | 2016 | Tadek                                             |
| Sonic the Hedgehog                              | Sonic - O Filme                           | Sonic - O Filme                         | 2020 | Dr. Ivo "Eggman" Robotnik                         |
| Sonic the Hedgehog 2                            | Sonic 2 - O Filme                         | Sonic 2 - O Filme                       | 2022 | Dr. Ivo "Eggman" Robotnik                         |
| Sonic the Hedgehog 3                            | Sonic 3                                   | -                                       | 2024 | Doutor Eggman (Robotnik), Doutor Gerald Robotinik |

### Televisão
| Título original                             | Título no Brasil    | Título em Portugal  | Ano       | Papel                                               |
| ------------------------------------------- | ------------------- | ------------------- | --------- | --------------------------------------------------- |
| The Duck Factory                            | -                   | -                   | 1984      | Skip Tarkenton                                      |
| Mike Hammer: Murder Takes All (TV)          | -                   | -                   | 1989      | Brad Peters                                         |
| In Living Color                             | -                   | -                   | 1990/1993 | Vários                                              |
| Doing Time on Maple Drive (TV)              | Casos de família    | -                   | 1992      | Tim Carter                                          |
| Stand Up live Comedy Store Show             | -                   | -                   | 1992      | Participação Show                                   |
| Stand Up live Unnatural Act                 | -                   | -                   | 1992      | Participação Show                                   |
| George Marthin in My Life behind the scenes | -                   | -                   | 1998      | Participação - Documentário                         |
| The Office                                  | The Office          | O Escritório        | 2011      | Candidato à vaga de Gerente Regional                |
| 30 Rock                                     | Um Maluco na TV     | Rockfeller 30       | 2012      | Dave Williams                                       |
| Funny or Die                                | -                   | -                   | 2013      | Vários (Participação)                               |
| Saturday Night Live                         | Saturday Night Live | Saturday Night Live | 2013      | Vários (Participação)                               |
| I’m Dying Up In Here                        | -                   | -                   | 2016      | Produtor - Participação                             |
| Jim Carrey: I Needed Color                  |                     | -                   | 2017      | Participação - Documentário                         |
| Jim & Andy: The Great Beyond                | Jim e Andy          | -                   | 2017      | Participação - Documentário                         |
| Kidding                                     | -                   | -                   | 2018      | Jeff - Mr. Pickles                                  |
| The Zen Diaries of Garry Shandling          | -                   | -                   | 2018      | Participação - Documentário                         |
| Kidding Season 2                            | -                   | -                   | 2019      | Jeff - Mr. Pickles                                  |
| The Comedy Story                            | -                   | -                   | 2020      | Participação - Documentário                         |
| Saturday Night live                         | -                   | -                   | 2020      | Participação temporada - Candidato Joe Biden        |
| Dirty Daddy the Bob Saget Tribute           | -                   | -                   | 2022      | Participação - Documentário                         |
| Comercial Super Bowl Verizon                | -                   | -                   | 2023      | Participação - Ernie “Chip” Douglas "The Cable Guy" |

## Discografia

### Singles
- "Cuban Pete" (1995)
- "Somebody to Love"
- "Cold Dead Hand" (2013)

Outros
- "I Am The Walrus" (1998)
- Participação no álbum Dawn FM do astro "The Weeknd" e no clipe "Out of Time", do cantor (2022).

### Livros
- Carrey, Jim (2013). How Roland Rolls. Illustrated by Rob Nason. [S.l.]: Some Kind of Garden Media. ISBN 978-0-9893680-0-1
- Carrey, Jim; Vachon, Dana (2020). Memoirs and Misinformation. [S.l.]: Knopf. ISBN 9780525655978[21]

### Prefácios
- Carrey, Jim (2004). «Foreword». It's Not Easy Bein' Me: A Lifetime of No Respect but Plenty of Sex and Drugs. Por Rodney Dangerfield. [S.l.]: HarperCollins. ISBN 978-0-06-621107-7

## Prêmios e indicações

#### Globo de Ouro

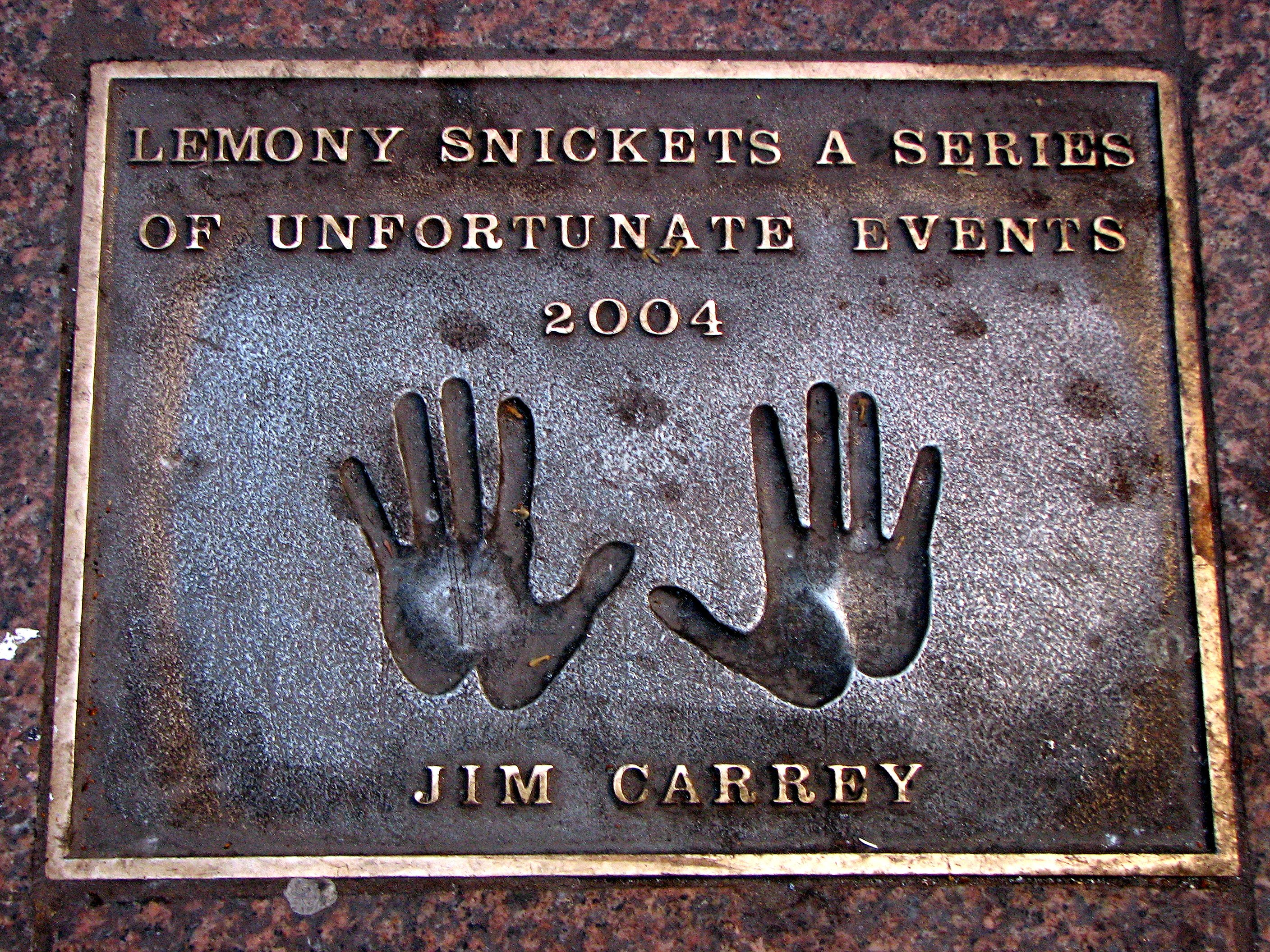
Mãos de Jim Carrey gravadas na Leicester Square em Londres.

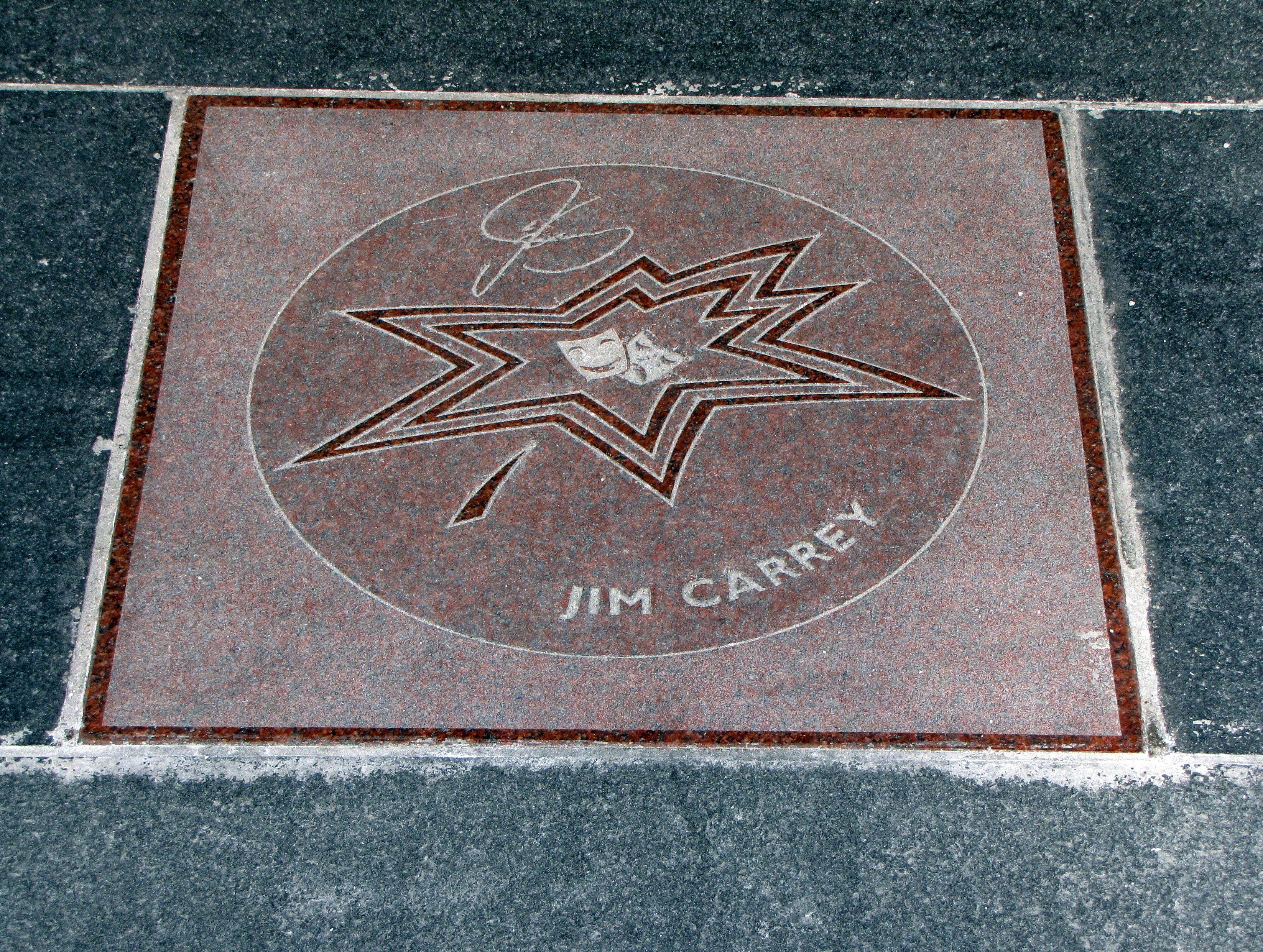
Estrela de Jim Carrey na Canada's Walk of Fame (Calçada da Fama do Canadá).

| Ano  | Categoria                                  | Notas                                 | Resultado |
| ---- | ------------------------------------------ | ------------------------------------- | --------- |
| 1995 | Melhor Ator - Comédia ou Musical           | The Mask                              | Indicado  |
| 1998 | Melhor Ator - Comédia ou Musical           | Liar Liar                             | Indicado  |
| 1999 | Melhor Ator - Drama                        | The Truman Show                       | Venceu    |
| 2000 | Melhor Ator - Comédia ou Musical           | Man on the Moon                       | Venceu    |
| 2001 | Melhor Ator - Comédia ou Musical           | How the Grinch Stole Christmas        | Indicado  |
| 2005 | Melhor Ator - Comédia ou Musical           | Eternal Sunshine of the Spotless Mind | Indicado  |
| 2019 | Melhor Ator em Série de Comédia ou Musical | Kidding                               | Indicado  |

#### SAG Awards
| Ano  | Categoria             | Notas           | Resultado |
| ---- | --------------------- | --------------- | --------- |
| 2000 | Melhor Ator Principal | Man on the Moon | Indicado  |

#### BAFTA
| Ano  | Categoria   | Notas                                 | Resultado |
| ---- | ----------- | ------------------------------------- | --------- |
| 2005 | Melhor Ator | Eternal Sunshine of the Spotless Mind | Indicado  |

Critics' Choice Awards
| Ano  | Categoria             | Notas              | Resultado |
| ---- | --------------------- | ------------------ | --------- |
| 2021 | Melhor Vilão em Filme | Sonic the Hedgehog | Venceu    |